# زارایسک
شهر زارایسک (به روسی: Зарайск) در کشور روسیه و در اوبلاست مسکو واقع شده‌است.